# Fara v Bohnicích
Budova bohnické fary je patrový barokní objekt byla vystavěna roku 1738 v dolní části bohnické návsi přímo naproti kostelu sv. Petra a Pavla, dnes v městské části Praha-Bohnice. 

## Popis

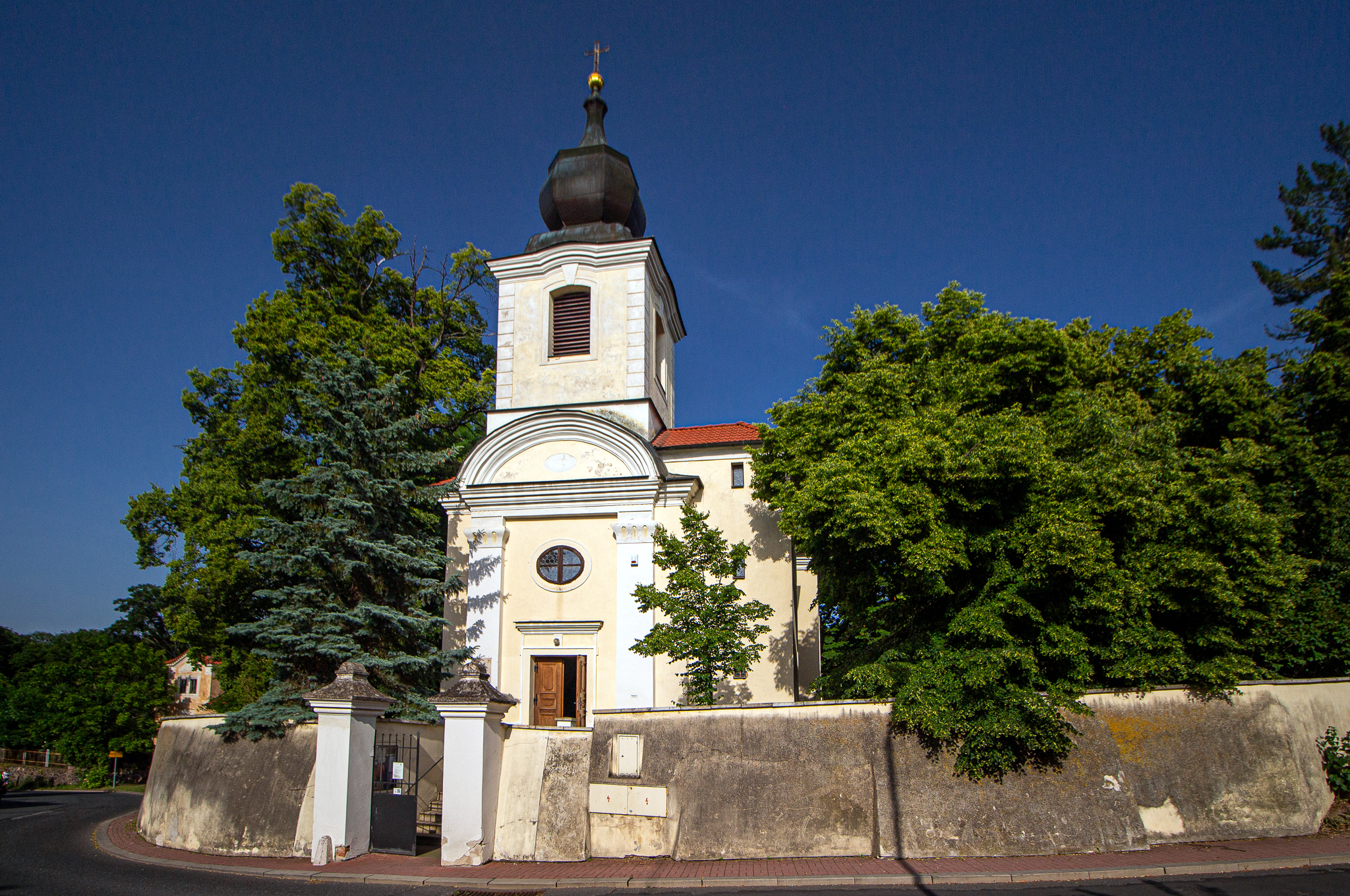
Kostel sv. Petra a Pavla

K hlavní patrové budově se připojuje přízemní, původně hospodářské křídlo se stropy klenutými plackami, celý objekt je krytý valbovou střechou. Po pravé straně k průčelí fary přiléhá prostá brána se stlačeným obloukem a klenákem. V budově se nachází cenné klenuté sklepy s valenou klenbou. Jde o ucelený areál barokní venkovské fary s úpravami z 19. století a mnoha dochovanými řemeslnými detaily.
Fara ve Starých Bohnicích je sídlem Římskokatolické farnosti Praha-Bohnice.